# Discografia de Bon Jovi
Bon Jovi é uma banda de rock estadunidense. Seu primeiro lançamento comercial foi o single "Runaway" em 1983, incluído em seu álbum autointitulado de 1984. Seu segundo álbum, 7800° Fahrenheit alcançou um sucesso relativamente maior do que o anterior, sendo certificado em ouro nos Estados Unidos.
Bon Jovi alcançou renome internacional com o lançamento de seu terceiro álbum de estúdio, intitulado Slippery When Wet. Lançado em 1986, o álbum é o mais bem-sucedido da banda até os dias atuais, com mais de 28 milhões de cópias vendidas. Alcançou a primeira posição nas tabelas musicais de Austrália, Canadá e nos Estados Unidos, onde passou 94 semanas na Billboard 200. Os dois primeiros singles do álbum - "You Give Love a Bad Name" e "Livin' on a Prayer" - alcançaram o primeiro lugar na Billboard Hot 100. Em 1988, a banda lançou New Jersey, que teve o mesmo sucesso internacionalmente e emplacou cinco canções na Billboard Hot 100. Com este lançamento, Bon Jovi obteve a marca de mais canções entre as dez mais tocadas de hard rock. Duas canções deste álbum - "Bad Medicine" e "I'll Be There for You" - alcançaram o primeiro lugar.
Keep the Faith (1992), o quinto álbum de estúdio de Bon Jovi, marcou uma mudança de fase no estilo do grupo. O álbum foi certificado em platina dupla pela RIAA e estreou em primeiro lugar no Reino Unido e Austrália. Nos Estados Unidos, o álbum emplacou "Bed of Roses" entre as dez canções mais tocadas da Hot Mainstream Rock Tracks. Em 1994, Bon Jovi lançou Cross Road, sua primeira coletânea de grandes sucessos incluindo duas faixas inéditas, e que acabou tornando-se o álbum mais vendido do Reino Unido naquele ano. O primeiro single da compilação, "Always", passou seis meses liderando a Billboard Hot 100, certificado em platina nos Estados Unidos e o single mais vendido da carreira do grupo. Cross Road foi o último trabalho a incluir o baixistaAlec John Such.
Após a saída de Such, a banda lançou seu sexto álbum de estúdio, These Days, em 1995. O álbum foi um grande sucesso comercial, especialmente nos mercados asiático e europeu. O álbum estreou em primeira colocação no Reino Unido, sendo desbancado somente por HIStory, de Michael Jackson. No Japão, o álbum liderou a Oricon, vendendo mais de 370 mil cópias na semana de lançamento e tornando-se um dos álbuns mais vendidos do país. O single principal "This Ain't a Love Song" alcançou a 14ª posição nos Estados Unidos e foi o único sucesso significante do álbum em solo estadunidense. 
Após cinco anos sem um lançamento de inéditas, Bon Jovi regressou em 2000 com Crush, seu sétimo álbum de estúdio. Apesar do longo hiato, o álbum foi um sucesso comercial mundial, tornando-se o sexto álbum da banda a liderar as paradas musicais da Austrália e do Reino Unido, além de receber platina dupla nos Estados Unidos. O sucesso do álbum deveu-se em parte pelo single principal "It's My Life", que foi indicado ao Prêmio Grammy de Melhor Performance de Rock por Dupla ou Grupo. O álbum em si foi indicado ao Prêmio Grammy de Melhor Álbum de Rock.

## Álbuns de estúdio
| Ano  | Nome                                                                               | Posições | Posições | Posições | Posições | Posições | Posições | Posições | Posições | Posições | Posições | Posições | Posições | Posições | Posições | Certificações e vendas        |
| Ano  | Nome                                                                               | US       | CAN      | UK       | GER      | SUI      | SWE      | NOR      | FIN      | AUT      | AUS      | NZ       | JPN      | WW       | EUR      | Certificações e vendas        |
| ---- | ---------------------------------------------------------------------------------- | -------- | -------- | -------- | -------- | -------- | -------- | -------- | -------- | -------- | -------- | -------- | -------- | -------- | -------- | ----------------------------- |
| 1984 | Bon Jovi - Lançamento: 21 de janeiro de 1984 - Gravadora: Mercury                  | 43       | —        | 71       | —        | —        | —        | —        | —        | —        | 39       | 18       | 38       | —        | —        | - : 3.500.000 - : 1.000.000   |
| 1985 | 7800° Fahrenheit - Lançamento: 27 de março de 1985 - Gravadora: Mercury            | 37       | —        | 28       | 40       | 11       | 10       | —        | —        | —        | 30       | 48       | 5        | —        | —        | - : 3.000.000 - : 1.000.000   |
| 1986 | Slippery When Wet - Lançamento: 18 de agosto de 1986 - Gravadora: Mercury          | 1        | 1        | 6        | 1        | 1        | 3        | 1        | 1        | 2        | 1        | 1        | 10       | 1        | 1        | - : 28.000.000 - : 12.000.000 |
| 1988 | New Jersey - Lançamento: 19 de setembro de 1988 - Gravadora: Mercury               | 1        | 1        | 1        | 4        | 1        | 1        | 4        | —        | 5        | 1        | 1        | 2        | 1        | 1        | - : 18.000.000 - : 7.000.000  |
| 1992 | Keep the Faith - Lançamento: 3 de novembro de 1992 - Gravadora: Mercury            | 5        | 1        | 1        | 2        | 3        | 3        | 7        | 1        | 3        | 1        | 15       | 3        | 1        | 1        | - : 12.000.000 - : 2.000.000  |
| 1995 | These Days - Lançamento: 27 de junho de 1995 - Gravadora: Mercury                  | 9        | 1        | 1        | 1        | 1        | 2        | 7        | 1        | 1        | 1        | 11       | 1        | 1        | 1        | - : 10.000.000 - : 1.000.000  |
| 2000 | Crush - Lançamento: 13 de junho de 2000 - Gravadora: Mercury                       | 9        | 4        | 1        | 1        | 1        | 2        | 4        | 1        | 1        | 1        | 23       | 2        | 1        | 1        | - : 11.000.000 - : 2.071.000  |
| 2002 | Bounce - Lançamento: 8 de outubro de 2002 - Gravadora: Mercury                     | 2        | 3        | 2        | 2        | 2        | 4        | 9        | 2        | 3        | 5        | 19       | 3        | 1        | 3        | - : 5.000.000 - : 500.000     |
| 2005 | Have a Nice Day - Lançamento: 20 de setembro de 2005 - Gravadora: Mercury          | 2        | 1        | 2        | 1        | 1        | 3        | 11       | 4        | 1        | 1        | 26       | 1        | 1        | 1        | - : 6.000.000 - : 1.620.000   |
| 2007 | Lost Highway - Lançamento: 8 de junho de 2007 - Gravadora: Mercury                 | 1        | 1        | 2        | 1        | 1        | 4        | 7        | 3        | 1        | 2        | 2        | 1        | 1        | 1        | - : 4.000.000 - : 1.221.000   |
| 2009 | The Circle - Lançamento: 10 de novembro de 2009 - Gravadora: Mercury               | 1        | 1        | 2        | 1        | 1        | 1        | 14       | 3        | 2        | 4        | 20       | 1        | 4        | 2        | - : 3.000.000 - : 500.000     |
| 2013 | What About Now - Lançamento: 8 de março de 2013 - Gravadora: Mercury               | 1        | 1        | 2        | 2        | 3        | 1        | 2        | 3        | 1        | 1        | 9        | 2        | 2        | —        | - : 1.500.000 - : 220.000     |
| 2015 | Burning Bridges - Lançamento: 21 de agosto de 2015 - Gravadora: Mercury            | 13       | 4        | 3        | 1        | 2        | 25       | —        | 9        | 1        | 3        | 19       | 3        | 7        | —        | - : 500.000 - : 67.000        |
| 2016 | This House Is Not for Sale - Lançamento: 4 de novembro de 2016 - Gravadora: Island | 1        | 3        | 5        | 3        | 2        | 10       | —        | 10       | 1        | 1        | 20       | 1        |          | —        | - : 750.000 - : 337.000       |

## Álbuns ao vivo e coletâneas
| Ano  | Nome | Posições | Posições | Posições | Posições | Posições | Posições | Posições | Posições | Posições | Posições | Posições | Posições | Posições |
| Ano  | Nome | US       | CAN      | UK       | GER      | SUI      | SWE      | NOR      | FIN      | AUT      | AUS      | NZ       | JPN      | EUR      |
| ---- | --- | -------- | -------- | -------- | -------- | -------- | -------- | -------- | -------- | -------- | -------- | -------- | -------- | -------- |
| 1994 | Cross Road - Lançamento: 10 de outubro de 1994 - Gravadora: Mercury                                                  | 8        | 1        | 1        | 1        | 1        | 2        | 2        | 1        | 1        | 1        | 1        | 1        | 1        |
| 2001 | One Wild Night Live 1985-2001 - Lançamento: 22 de maio de 2001 - Gravadora: Island                                   | 20       | 4        | 2        | 3        | 1        | 7        | 5        | 4        | 2        | 6        | 34       | 99       | 2        |
| 2003 | This Left Feels Right - Lançamento: 4 de novembro de 2003 - Gravadora: island                                        | 14       | 2        | 4        | 3        | 3        | 23       |          | 18       | 2        | 11       |          | 5        | 3        |
| 2004 | 100,000,000 Bon Jovi Fans Can't Be Wrong - Lançamento: 16 de novembro de 2004 - Gravadora: Island                    | 53       | 48       |          | 37       |          |          |          |          | 50       |          |          | 13       |          |
| 2010 | Greatest Hits - Lançamento: 29 de novembro de 2010 - Gravadora: Island                                               |          |          |          |          |          |          |          |          |          |          |          |          |          |
| 2012 | Inside Out - Lançamento: 27 de novembro de 2012 - Gravadora: Island                                                  |          |          |          |          |          |          |          |          |          |          |          |          |          |
| 2016 | This House Is Not for Sale (Live From The London Palladium) - Lançamento: 16 de dezembro de 2016 - Gravadora: Island |          |          |          |          |          |          |          |          |          |          |          |          |          |

## Vídeos

#### Apresentações ao vivo
- (1993) Keep the Faith: An Evening with Bon Jovi
- (1995) Live from London
- (2000) The Crush Tour
- (2004) This Left Feels Right Live
- (2007) Lost Highway: The Concert
- (2009) Live at Madison Square Garden

#### Coleções de vídeos
- (1985) Breakout: Video Singles
- (1987) Slippery When Wet: The Videos
- (1989) New Jersey: The Videos
- (1994) Keep the Faith: The Videos
- (1994) Cross Road: The Videos

#### Documentários
- (1990) Access All Areas: A Rock & Roll Odyssey
- (2009) When We Were Beautiful

## Singles
| Ano  | Canção                                              | US Hot 100 | US Rock | AUS | UK  | US AC | US Country | US Digital | US Pop 100 | CAN Hot 100 | Álbum                         |
| ---- | --------------------------------------------------- | ---------- | ------- | --- | --- | ----- | ---------- | ---------- | ---------- | ----------- | ----------------------------- |
| 1983 | "Runaway"                                           | 39         | 18      |     |     |       |            |            |            |             | Bon Jovi                      |
| 1984 | "She Don't Know Me"                                 | 48         | 29      |     |     |       |            |            |            |             | Bon Jovi                      |
| 1985 | "In and Out of Love"                                | 69         | 37      |     |     |       |            |            |            |             | 7800° Fahrenheit              |
| 1985 | "The Hardest Part Is the Night"                     |            |         |     | 68  |       |            |            |            |             | 7800° Fahrenheit              |
| 1985 | "Only Lonely"                                       | 54         | 28      |     | 24  |       |            |            |            |             | 7800° Fahrenheit              |
| 1986 | "Silent Night"                                      |            | 24      |     |     |       |            |            |            |             | 7800° Fahrenheit              |
| 1986 | "You Give Love a Bad Name"                          | 1          | 9       | 23  | 14  |       |            | 29         |            |             | Slippery When Wet             |
| 1986 | "Livin' on a Prayer"                                | 1          | 1       | 3   | 4   |       |            | 30         |            |             | Slippery When Wet             |
| 1987 | "Wanted Dead or Alive"                              | 7          | 13      | 13  | 13  |       |            | 25         |            |             | Slippery When Wet             |
| 1987 | "Never Say Goodbye"                                 |            | 11      | 26  | 21  |       |            |            |            |             | Slippery When Wet             |
| 1987 | "Edge of a Broken Heart"                            | 38         |         |     |     |       |            |            |            |             | trilha sonora de Disorderlies |
| 1988 | "Bad Medicine"                                      | 1          | 3       | 5   | 17  |       |            |            |            |             | New Jersey                    |
| 1988 | "Born to Be My Baby"                                | 3          | 7       | 34  | 22  |       |            |            |            |             | New Jersey                    |
| 1989 | "I'll Be There For You"                             | 1          | 5       | 30  | 18  |       |            |            |            |             | New Jersey                    |
| 1989 | "Lay Your Hands on Me"                              | 7          | 20      | 26  | 18  |       |            |            |            |             | New Jersey                    |
| 1989 | "Living in Sin"                                     | 9          | 37      | 62  | 35  |       |            |            |            |             | New Jersey                    |
| 1992 | "Keep the Faith"                                    | 29         | 1       | 11  | 5   |       |            |            |            |             | Keep the Faith                |
| 1993 | "Bed of Roses"                                      | 15         | 25      | 10  |     | 39    |            |            |            |             | Keep the Faith                |
| 1993 | "In These Arms"                                     | 27         | 32      | 10  | 9   |       |            |            |            |             | Keep the Faith                |
| 1993 | "I'll Sleep When I'm Dead"                          | 97         | 29      | 24  | 17  |       |            |            |            |             | Keep the Faith                |
| 1993 | "I Believe"                                         |            |         | 40  | 11  |       |            |            |            |             | Keep the Faith                |
| 1993 | "Dry County"                                        |            |         |     |     |       |            |            |            |             | Keep the Faith                |
| 1994 | "Always"                                            | 4          | 3       | 2   | 2   | 4     |            |            |            |             | Cross Road                    |
| 1995 | "Someday I'll Be Saturday Night"                    | 98         | 23      | 10  | 7   |       |            |            |            |             | Cross Road                    |
| 1995 | "This Ain't a Love Song"                            | 14         | 5       | 4   | 6   | 22    |            | 59         |            |             | These Days                    |
| 1995 | "Something for the Pain"                            | 76         | 11      | 14  | 8   |       |            |            |            |             | These Days                    |
| 1995 | "Lie to Me"                                         |            |         |     |     |       |            |            |            |             | These Days                    |
| 1996 | "These Days"                                        | 38         | 7       |     |     | 88    | 54         | 20         | 10         |             | These Days                    |
| 1996 | "Hey God"                                           |            |         |     | 13  |       |            |            |            |             | These Days                    |
| 1999 | "Real Life"                                         |            |         |     |     |       |            |            |            |             | "EDTv" trilha sonora          |
| 2000 | "It's My Life"                                      | 33         | 5       | 4   | 3   |       |            | 58         |            |             | Crush                         |
| 2000 | "Say It Isn't So"                                   |            |         |     |     |       |            |            |            |             | Crush                         |
| 2000 | "Thank You for Loving Me"                           | 57         | 40      | 34  | 12  | 15    |            |            |            |             | Crush                         |
| 2001 | "One Wild Night"                                    |            | 23      | 35  | 10  |       |            |            |            |             | One Wild Night Live 1985-2001 |
| 2002 | "Everyday"                                          |            | 31      | 5   | 5   | 25    |            |            |            |             | Bounce                        |
| 2002 | "Misunderstood"                                     |            |         | 1   | 7   | 3     |            |            |            |             | Bounce                        |
| 2003 | "All About Lovin' You"                              |            |         | 1   | 9   |       |            |            |            |             | Bounce                        |
| 2003 | "Bounce"                                            |            | 11      |     |     | 3     |            |            |            |             | Bounce                        |
| 2005 | "Have a Nice Day"                                   | 53         | 38      | 8   | 6   | 24    |            | 25         | 38         |             | Have a Nice Day               |
| 2006 | "Who Says You Can't Go Home"                        | 23         |         |     | 5   | 8     | 1          | 37         | 41         |             | Have a Nice Day               |
| 2006 | "Welcome to Wherever You Are"                       |            |         | 44  | 19  |       |            |            |            |             | Have a Nice Day               |
| 2007 | "(You Want to) Make a Memory"                       | 27         |         |     | 33  | 5     | 35         | 15         | 5          | 4           | Lost Highway                  |
| 2007 | "Lost Highway"                                      |            |         |     | 117 |       |            |            |            | 39          | Lost Highway                  |
| 2007 | "Till We Ain't Strangers Anymore" (com LeAnn Rimes) | 123        |         |     |     |       | 47         |            |            |             | Lost Highway                  |
| 2007 | "Summertime"                                        |            |         |     |     |       |            |            |            | 39          | Lost Highway                  |
| 2008 | "Whole Lot of Leavin'"                              |            |         |     |     |       |            |            |            |             | Lost Highway                  |
| 2009 | "We Weren't Born To Follow"                         |            |         |     |     |       |            |            |            |             | The Circle                    |
| 2010 | "Superman Tonight"                                  |            |         |     |     |       |            |            |            |             | The Circle                    |
| 2010 | "When We Were Beautiful"                            |            |         |     |     |       |            |            |            |             | The Circle                    |
| 2011 | "What Do You Got?"                                  |            |         |     |     |       |            |            |            |             | Greatest Hits                 |
| 2011 | "No Apologies"                                      |            |         |     |     |       |            |            |            |             | Greatest Hits                 |
| 2013 | "Because We Can"                                    |            |         |     |     |       |            |            |            |             | What About Now                |
| 2013 | "What About Now"                                    |            |         |     |     |       |            |            |            |             | What About Now                |
| 2015 | "Saturday Night Gave me Sunday Morning"             |            |         |     |     |       |            |            |            |             | Burning Bridges               |
| 2015 | "We Don't Run"                                      |            |         |     |     |       |            |            |            |             | Burning Bridges               |
| 2016 | "This House is Not For Sale"                        |            |         |     |     |       |            |            |            |             | This House Is Not for Sale    |
| 2016 | "Knockout"                                          |            |         |     |     |       |            |            |            |             | This House Is Not for Sale    |